# عکاسی عامیانه

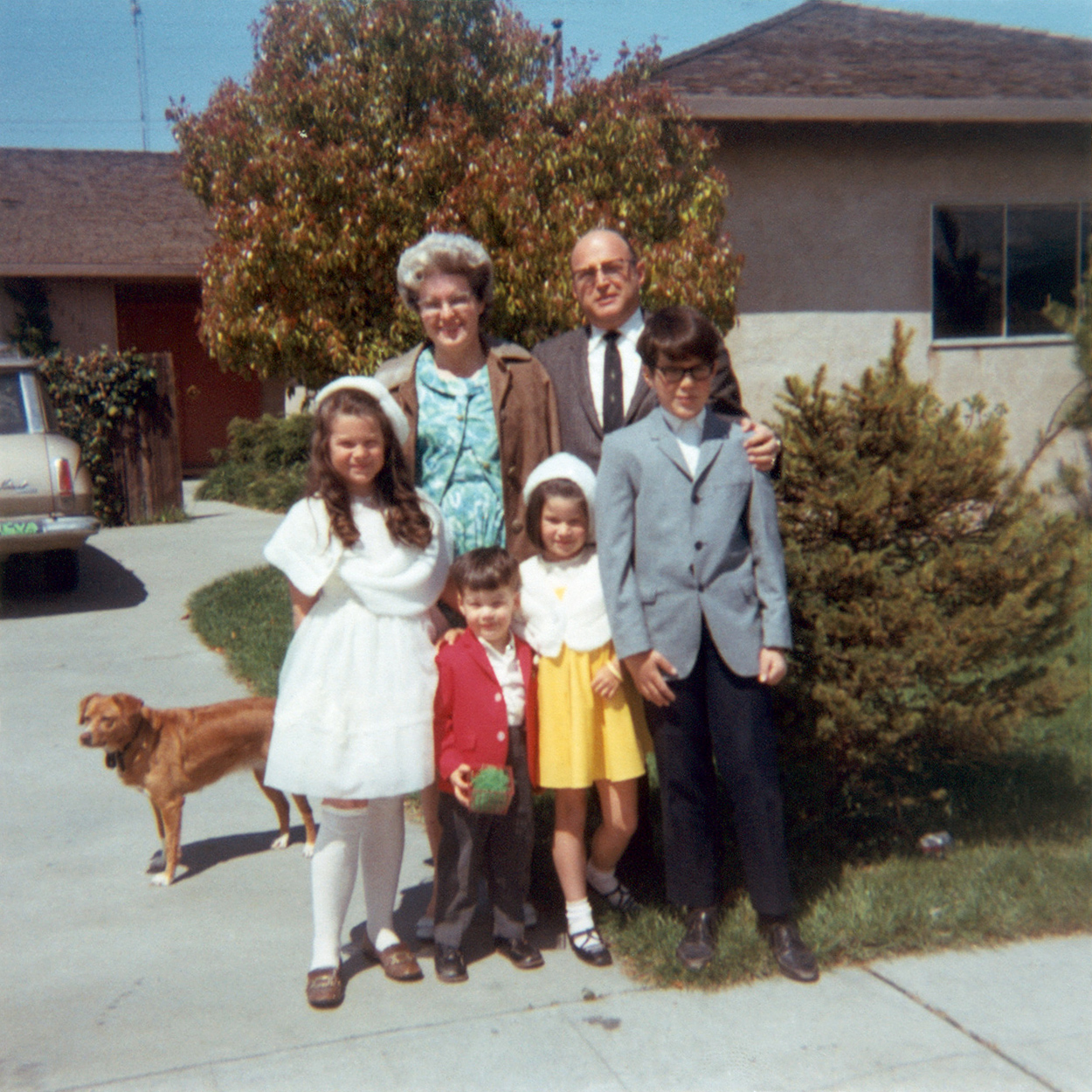
یک عکس خانوادگی مربوط به سال ۱۹۶۹ میلادی

عکاسی عامیانه شاخه‌ای از عکاسی است که تولید‌کنندگان آن مردم عادی و غیر حرفه‌ای هستند. برای مثال عکس‌های خانوادگی، از جمله متداول‌ترین عکس‌های عامیانه هستند.